# Jimmy Rosenberg
Jimmy Rosenberg , né le 10 avril 1980 à Helmond (Pays-Bas) est un guitariste de Jazz manouche. Il vient d'une famille de musiciens  appartenant à la communauté sinté  des Pays-Bas.
Très précoce au violon dont il joue à l'âge de trois ans, il ne commence la guitare qu'à sept ans et publie son premier CD avec Falko Reinhardt et Sani van Mullen en 1992. Le trio prend le nom de Gipsy Kids et se produit dès 1993 au Gipsy Swing Festival d'Angers.
Dans les années qui suivent, Jimmy Rosenberg commence une carrière en solo et il accompagne notamment Biréli Lagrène, Angelo Debarre, Stéphane Grapelli. Très apprécié en Norvège où il accompagne notamment Ola Kvernberg et Svein Aarbostad, sa carrière décline lorsque, au début des années 2000, il devient narcodépendant.
Il revient sur scène en 2004 lors du 12e festival Django Reinhard de Ryswick et en 2007, sort un enregistrement d'un concert Jimmy Rosenberg is back.
En 2010 il apparait dans un DVD Dreams, drugs and Django" produit en Norvège avec Jon Larsen sur lequel le site de référence Django Station émet les critiques les plus sévères . Le DVD s'étendant notamment sur la période d'intoxication de Jimmy et sur les rapports violents entre Jimmy et Jon, pourtant amis. « Mais était-il vraiment utile de publier tout cela ? Inutilement racoleur, le sous-titre du documentaire Dreams, drugs and Django annonce la couleur... tandis qu’un sur-titre mercantile nous ressasse une fois de plus The anniversary of 100 years of Django in 2010... Pauvre Django Reinhardt qui n’en demandait pas tant... »